# Antirrey

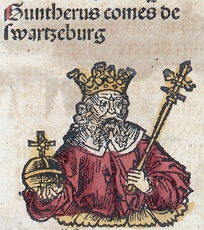
Antirrey de monarquía (elegida)

Un antirrey era un rey pretendido que, debido a conflictos de facciones, se declaraba o era elegido rey en oposición a un monarca existente. Antirreyes se encuentran más a menudo en las monarquías elegidas que en las monarquías hereditarias, como las de Inglaterra y Francia, y se mencionan generalmente en la política del Sacro Imperio Romano antes del comienzo del siglo XV.
El término es comparable con el de antipapa, un papa potencial rival y, de hecho, los dos fenómenos fueron similares; así como los reyes y emperadores alemanes a veces designaron antipapas para debilitar políticamente a los papas con quienes estaban en conflicto, los papas también apoyaron a antirreyes, los rivales políticos de los emperadores con los que no estaban de acuerdo. Por ejemplo, con Rodolfo de Rheinfelden que fue elegido antirrey frente a Enrique IV del Sacro Imperio en 1057.
Algunos de los antirreyes podían imponerse y eliminar de la escena política al rey legítimo anterior (por ejemplo, Federico II del Sacro Imperio). A diferencia de algunos (por ejemplo, Enrique II de Baviera) el estatuto de rey o antirrey es cuestionable hasta hoy.

## Antirreyes alemanes
- Arnulfo de Baviera contra Enrique I el Pajarero;
- Rodolfo de Rheinfelden contra Enrique IV del Sacro Imperio;
- Conrado III de Hohenstaufen contra Lotario de Supplinbourg;
- Federico II del Sacro Imperio contra Otón IV del Sacro Imperio;
- Guillermo de Holanda y Enrique Raspe contra Federico II del Sacro Imperio;
- Alfonso X de Castilla contra Ricardo de Cornualles;
- Carlos IV del Sacro Imperio contra Luis IV del Sacro Imperio.

## Antirreyes ingleses
- Guillermo el Conquistador y Haroldo III de Noruega contra Haroldo II de Inglaterra;
- Luis VIII de Francia contra Juan sin Tierra.

## Antirreyes franceses
- Roberto I de Francia contra Carlos III el Simple;
- Carlos de Lorena contra Hugo Capeto;
- Eduardo III de Inglaterra contra Felipe VI de Valois, después contra Juan II el Bueno;
- Enrique V de Inglaterra después Enrique VI contra Carlos VII;
- Carlos I de Borbón contra Enrique IV de Francia.

## Otros antirreyes
- Mitrídates I del Bósforo contra Bósforo en Cólquida;
- Ashot el Sparapet contra Ashot II de Armenia en Armenia;
- Jorge VIII de Georgia contra Demetrio III de Georgia en Georgia;
- Carlos I de Anjou contra Hugo III de Lusignan en el Reino de Jerusalén;
- Juan I de Hungría contra Fernando I de Habsburgo en Hungría;
- Radivoj de Bosnia contra Tvrtko II y Esteban Tomás en el Reino de Bosnia;
- Stefan Konstantin contra Esteban Uroš II Milutin en Serbia;
- Esteban III de Hungría contra Ladislao II de Hungría.

## España
Guerra de Sucesión Española